# Микучянис, Владисловас
Владисловас Микучянис (лит. Vladislovas Mikučianis, 9 июля 1913, Санкт-Петербург — 25 января 2000, Вильнюс) — литовский архитектор, лауреат Государственной премии Литовской ССР (1984).

## Биография
В 1937 году окончил Ленинградский институт инженеров коммунального строительства. В 1937—1944 годах работал в Ленинградском институте проектирования городского строительства. 
В 1945—1962 годах был главным архитектором Вильнюса. Состоял членом-корреспондентом Академии строительства и архитектуры СССР (1956—1964). В 1949—1992 годах преподавал в Художественном институте Литовской ССР (с 1990 года Вильнюсская художественная академия), в 1963—1984 годах был заведующим кафедры интерьера и оборудования; профессор (1967). 

## Проекты
Важнейшие проекты реализованы в Вильнюсе. Подготовил проекты площади И. Черняховского (1946; ныне площадь В. Кудиркос), площади Ленина (1952; ныне Лукишская площадь), сквера П. Цвирки (1959) и проекты архитектурных частей памятников Черняховскому, Ленину, Цвирке. Разрабатывал (совместно с другими авторами) генеральные планы Вильнюса (1953, 1967).
По его проектам построены здание Русского драматического театра Литвы (1947; в 2000 году разобрано), учебный корпус Художественного института Литовской ССР (совместно с архитекторами Витаутасом Бредикисом и Витаутасом Насвитисом, 1981; Государственная премия Литовской ССР, 1984).